# Жемайтия
Жема́йти́я (Жямайтия, лит. Žemaitija, жем. Žemaitėjė; от лит. žemas, «низкий», «нижний»), или Самогития (лат. Samogitia), или (в старинных русских источниках) Жмудь — историческая область и этнографический регион на северо-западе современной Литвы (традиционно между низовьями Немана и Виндавой).
На территории региона находится Жямайтская возвышенность: холмисто-моренный рельеф; хвойные и смешанные леса, луга, пастбища, пашни; много маленьких озёр и речек. Жемайтия имеет длительную письменную историю и самобытные культурные традиции, отражённые помимо прочего в существовании жемайтийского диалекта (языка).
Самый крупный город — Шяуляй (свыше 130 тыс. жителей), хотя исторической столицей Жемайтии считается Тельшяй (свыше 30 тыс.).

## Этимология
Традиционно считается, что название «Жемайтия» (лит. Žemaitija) происходит от литовского слова žema, что означает «низкая», «нижняя». По мнению многих историков это слово применялось для обозначения земель, ниже по течению Немана от остальных земель Литвы. В то же время некоторые современные литовские исследователи интерпретируют смысл названия «Жемайтия» как низменности бассейна реки Невяжи. Другая гипотеза указывает, что слово «Жемайтия» напоминает и является однокоренным литовскому слову žemė, что по-литовски означает «земля». На латинском языке слово «Жемайтия» писалось как Samogitia, что, в свою очередь, привело к возникновению в русском языке варианта написания термина как «Самогития».
В древнерусских летописях именуется также Нерома («сиречь Жомойть»), Норома (в Ипатьевской летописи), Норова. Это название было заимствовано из языка эстов и ливов. В фино-угорской языковой группе «маа» — земля и «норо» — низменность, болотисто-водянистая низкая местность.

## История

### Жемайтия до создания Великого княжества Литовского
Население Жемайтии первоначально практиковало родовые культы (язычество). Этногенез жемайтов вызывает у учёных дискуссию.
Впервые Жемайтия косвенно упоминается в славянском источнике в 1219 году в договоре галицко-волынских и литовских князей: перечисление последних начинается «старшими» или «старшим» князем (в этом месте Галицко-Волынской летописи, вероятно, есть разночтения между версиями), но не «великим князем», а за ними в договоре названы жемайтские князья Эрдивил и Викинт. С этого времени название «Жемайтия» постоянно упоминается (в том числе рядом с названием «Литва») в Галицко-Волынской летописи как до времени возникновения Великого княжества Литовского, так и позже. В немецком источнике «Хроника Ливонии» Генриха Латвийского (центром внимания которого была территория современной Латвии, а другие земли — периферией) при описании событий 1210—1220 годов земли Жемайтии, сопредельные с владениями Ливонского ордена, называются просто «Литвой». Белорусский историк Вячеслав Носевич объясняет это политической зависимостью Жемайтии от династии «старших князей» Литвы в те времена и позже. В то же время Генрих Латвийский не указывал ни одного из пяти «старших князей» и вообще никого с литовской стороны Договора 1219 года, зафиксированного в Галицко-Волынской летописи, а «наиболее могущественным из литовцев» (potentioris de Lethonia) называл Довгерда, бывшего тестем Всеволода из Герцике, погибшего в 1213 году и поэтому не упомянутого в Договоре 1219 года. Вячеслав Носович высказал гипотезу, что Довгерд мог быть родственником тех «старших» князей и даже отцом Миндовга. Первоисточники фиксируют также факты деятельности балтских князей (в том числе и литовских) полностью независимо друг от друга.
После захвата большей части Ливонии Орден меченосцев обратил своё внимание и на другие земли язычников-балтов. В сентябре 1236 года произошёл первый крестовый поход в Жемайтию и с того времени эта территория надолго стала объектом постоянной экспансии крестоносцев. Однако битва при Сауле (22 сентября 1236 года) — между войсками Ордена меченосцев и его союзников с одной стороны и войском жемайтов и земгалов с другой — окончилась тогда поражением крестоносцев. Разгром в битве при Сауле вынудил Орден меченосцев в 1237 году войти в состав Тевтонского ордена (в Пруссии): новосозданный в Ливонии вместо Ордена меченосцев Ливонский орден стал ответвлением Тевтонского, на что дал согласие лично папа римский Григорий IX. Естественной стала идея соединить земли двух частей Тевтонского ордена (в Пруссии и Ливонии) захватывая промежуточные (в первую очередь приморские) территории между ними
В сентябре 1237 года папский легат Вильгельм Моденский описал границы Курземе (Куронии), на части её — от рек Венты и Нёмана до Литвы и от реки Обавы до Земгале — было создано Курляндское епископство, а северо-восточная часть Курземе — «Фредекурония» (так называемая «Мирная Курония»), не участвовавшая в куршском восстании — была присоединена к Рижской диоцезии. Вильгельм Моденский называет Литвой территории, которые позже будут известны среди немцев как Жемайтия, тогда как жемайты не жили на побережье Балтийского моря — территория их расселения начиналась в верховьях реки Венты и тянулась дальше на восток, вдоль границ Земгале. Современный белорусский историк Вячеслав Носевич считает, что под «Литвой» в этом смысле понималась территория ряда полусамостоятельных «княжеств», на которые также распространялось политическое влияние династии «старших князей» литвы в те времена. А современный литовский историк Эдвардас Гудавичюс высказался (относительно объявленного в папской булле от 19 февраля 1236 года крестового похода против язычников, географических описаний и действий легата Вильгельма Моденского), что немцы-крестоносцы тогда плохо представляли, что за земли были размещены между Куронией и Пруссией, но стремились освоить их путём военного захвата.

### Жемайтия во времена Великого княжества Литовского

#### Жемайтия до времени полной христианизации (1417)
В середине XII века Жемайтия занимала поречье Свенты и Юры — на территории будущих волостей Бетигола, Айрагола, Россиёны, Крожи, Луков, Коршова. На Жемайтию обратили внимание ещё самые первые великие князья литовские при территориальных захватах во время создания нового государства в Восточной Европе и в конечном итоге Жемайтия стала частью Великого княжества Литовского, Русского и Жемайтского.
В 1251 году великий князь литовский Миндовг идёт войной на Жемайтию к городу Тверемет, которым владел его дядя князь Викинт, но город взять не смог. В 1253 году Миндовг подарил своей грамотой значительную часть Жемайтии Ливонскому ордену, хотя в то время он Жемайтией не владел. В 1260 году в Жемайтии поднялось восстание, которое поддержал своими войсками Миндовг и закрепил там своего ставленника — князя Тройната. После убийства Миндовга в 1263 году контроль над Жемайтией и Литвой сохранил новый великий князь литовский — Тройнат. После убийства Тройната в 1264 году и прихода к власти в Литве Войшелка Жемайтия вышла из-под контроля великого князя. Только при великом князе Тройдене в 1270-е годы Жемайтия снова оказалась под властью ВКЛ, но о её статусе известий не осталось. Автор «Описания земель» (Дублинская хроника) второй половины XIII века, присутствовавший при коронации Миндовга, отдельно упоминает «Жемайтию» (Samoita) рядом с Литвой (Lectauie), Нальшанами (Nalsani) и Ятвязью (Ietuesi), отмечая про языческую Жемайтию, что «без меча там никогда не проповедовали».
Захватнические походы крестоносцев на Жемайтию и Литву не прекращались. До 1289 года крестоносцы захватили ряд пограничных жемайтских волостей (Коршуву, Шауле и Твери). Новый великий князь литовский Будикид назван в письме ливонского ландмейстера в 1290 году «королём», на которого крестоносцы планируют совместно напасть из Ливонии и Пруссии через земли Жемайтии. Крестоносцы с 1292 по 1295 каждый год нападали на Жемайтию и другие земли ВКЛ.
В 1294 году великий князь литовский Витень воевал в Ленчицкой земле и подавил восстание в Жемайтии, где местная знать склонялась к союзу с Тевтонским орденом. Пётр из Дусбурга в своей хронике «Chronicon terrae Prussiae» (1326) при описании военных действий 1294—1300 годов называет Жемайтию одной из двух частей владений великого князя литовского Витеня («короля Литвы»), вместе с Аукштайтией (лит. Aukštaitija от aukštas — высокий). Так она названа ранее и в договоре Гедимина с Ригой (1323). На всём протяжении XIV века Жемайтия сильно терпела от нападений (1283—1409) рыцарей Тевтонского и Ливонского орденов: только во времена Витеня крестоносцы провели более 20 походов с территории Пруссии в Жемайтию и Литву, доходя даже до Гродно и Новогрудка, и старались подстрекать отдельных жемайтских лидеров против великих князей литовских — хронист Пётр из Дусбурга указывает на стычки между жемайтами и войском ВКЛ. Из-за постоянной борьбы ВКЛ и крестоносцев пограничные волости Жемайтии во 2-й половине XIV века практически запустели.
В 1345 году после установления в ВКЛ дуумвирата Жемайтия, Понеманье, Подляшье и Берестейская земля отошли под контроль великого князя Кейстута. В Жемайтии почти не было великокняжеской администрации, сбор войска проводила местная знать. Полулегендарные сведения говорят, что Бирута (мать будущего великого князя литовского Витовта) родилась около Паланги, поэтому могла принадлежать к племени жемайтов или, скорее куршей, поскольку, вероятно, что жемайты ещё не жили в то время на побережье Балтийского моря.
В 1377 году войска великого магистра Тевтонского ордена Винриха фон Книпроде и герцога Австрии Альбрехта III пошли в очередной крестовый поход против язычников и разграбили жемайтские волости Видукле и Крожи.
Во время усобицы в ВКЛ в 1382 году Жемайтия почти целиком (волости Медники, Крожи, Колтыняны, Кнетува, Видукле, Росиёны и Айргола) была передана Тевтонскому ордену. В составе ВКЛ остались только волости на восток от реки Дубисы — Ясвойна и Тандегола.
В 1387 году произошло (стараниями великого князя Ягайло) крещение балтов-язычников в Великом княжестве Литовском в католичество, но это не затронуло большую часть Жемайтии. Кроме того, постоянные противоречия между ВКЛ и крестоносцами делали Жемайтию в определённой степени самостоятельной — до Салинского договора, заключённого 12 октября 1398 года между великим князем литовским Витовтом и гроссмейстером Конрадом фон Юнгингеном. Согласно договору Жемайтия была передана рыцарям примерно до реки Невежис, устье Невежиса оставалось в руках Витовта. Впервые Орден также получил часть Судовии, почти необитаемой территории к северу и западу от реки Шешупе. Это в результате привело к принудительному навязыванию крестоносцами католичества среди жемайтов. На протяжении 1399 года крестоносцы сожгли множество поселений, поскольку жемайты упрямо отстаивали свои родовые культы и прятались в лесах. В феврале 1400 года крестоносцы, подкреплённые рыцарями из Франции и Нидерландов, во главе с герцогом лотарингским Карлом II Смелым (1364—1431) переправились из Пруссии через Неман в Жемайтию и начали её опустошать. После поражения на Ворскле от татар Витовт не рискнул нарушить договор с крестоносцами, и сам, с комтуром Рогнеты Марквардом фон Зальцбахом вошёл в земли западной Жемайтии для её умиротворения. Жемайты пообещали покориться крестоносцам и принять католичество. Однако вскоре было поднято новое восстание, быстро подавленное, но отдельные волнения продолжались до 1409 года.
Фактическая власть великого князя литовского над Жемайтией была возвращена во время нового жемайтского восстания (1409—1411) и начала Великой войны (1409—1411) с крестоносцами. Согласно Первому Торуньскому миру вся Жемайтия пожизненно переходила во владение польского короля Ягайлы и великого князя литовского Витовта, а после их смерти западная Жемайтия возвращалась во владение крестоносцев. Тогда же было создано Жемайтское староство (1411—1793) и к нему были окончательно присоединены опустевшие куршские земли — Мегава (с Палангой и Цеклис, а также волость Понемунь за Неманом. С этого времени началось интенсивное заселение опустевших пограничных волостей.
В 1412 году Кезгайло Волимонтович (из близкого круга Витовта) был назначен на должность жемайтского старосты, главной задачей которого было распространение католичества, а Жемайтское староство было разделено на волости (тиунства). Площадь Жемайтии тогда составляла около 19 тыс. км².
В 1413 году Ягайло и Витовт сами отправились в Жемайтию для окончательного введения там католичества, хотя население настойчиво сопротивлялось. Витовт обратился к папе римскому об основании тут епископства, и в 1416 году Констанцский собор принял решение об основании Медницкого (Жемайтского) епископства, которое 27 октября 1417 года было канонически оформлено польским львовским архиепископом и виленским епископом. Оно административно-территориально охватывало не только Жемайтское староство, но и Упитский уезд Троцкого воеводства. Резиденцией Жемайтского епископства стал Медники (Варняй), а первым епископом — Матей из Вильно. В 1418 году началось восстание языческого населения Жемайтии против закрепощения: были изгнаны жемайтский епископ и священники, разрушены костёлы, сожжены дома бояр, принявших католичество, создавались языческие капища и ставились идолы. Витовт силой подавил восстание и возобновил христианизацию края. В Жемайтии сохранилась значительная прослойка вольных крестьян, но всё же постепенно росло и количество крепостных. Считается, что Жемайтия была одним из последних регионов Европы, отказавшихся от язычества.

#### Формирование особенного статуса в административной системе ВКЛ и начало унификации (XV — середина XVI веков)
Наличие специфической административно-территориальной единицы (Жемайтское староство из 28-30 волостей) и отдельной католической епархии (Жемайтское епископство), а также особенностей экономического уклада (значительного количества вольных («похожих») крестьян, латифундий и др.) на протяжении всего существования ВКЛ явственно отличало Жемайтию от всех других земель государства. Вольные крестьяне Жемайтии были данниками великого князя, а не жемайтского старосты.
Стычки и споры за Жемайтию продолжились до заключения 17 августа 1422 года Мельнского мира, подписанного с крестоносцами, согласно которому Жемайтия навсегда переходила в вотчинное владение Ягайлы и Витовта и никогда уже не была под властью крестоносцев. Мирный договор подписанный в 1431 году в Христмемеле между великим князем литовским Свидригайло и гроссмейстером Паулем фон Русдорфом, окончательно зафиксировал определённые во времена Витовта границы между Великим княжеством Литовским и владениями крестоносцев.
Во время гражданской войны (1432—1438 в 1432 и 1433 годах произошли наезды ливонских рыцарей на Жемайтию, но жемайтский староста сумел отбить нападения и нанести в 1433 году удар в ответ по Ливонии. Произошедшая 1 сентября 1435 года победа великого князя Сигизмунда Кейстутовича в битве у Побойска (около Вилькомира) принудила крестоносцев отказаться от вмешательства в дела ВКЛ.
После избрания великим князем Казимира Ягеллончика, в Жемайтии началось восстание местного боярства, бывшего на стороне другого претендента на трон — Михаила Сигизмундовича. Жемайтсским старостой был избран местный боярин Контовт. Чтобы умилостивить боярство, великий князь издал привилей (1441), согласно которому Жемайтскому староству гарантировался особый федеративный статус, в том числе беспрецедентное право местному боярству самим избирать кандидатуру на должность старосты, бывшего по своему статусу равным воеводе, а также местных служащих — тиунов (руководителей областей Жемайтии). Утверждение выбранного боярством кандидата на должность старосты было прерогативой великого князя. Контовт (по выбору бояр и утверждению великого князя) сохранил должность старосты и после восстания. С этого времени полное официальное название Великого княжества Литовского обязательно содержало и название «княжество Жемайтское», которое традиционно называлось «землёй», но фактически было по административному статусу равным воеводству. Должность жемайтского старосты в 1445 году перешла снова к Кезгайло Волимонтовичу и оставалась в руках четырёх представителей рода Кезгайлов на протяжении трёх поколений аж до 1532 года, что свидетельствовало о доминирующем положении этой семьи в Жемайтии. Административным центром староства было местечко Крожи (с 1535 года Кейданы, а с конца XVI века Расиены (Расейны)), а духовным — Медники (резиденция епископа жемайтийского).
22 августа 1492 года великий князь Александр издал земский привилей, которым наделял бояр Жемайтии теми же самыми правами, что уже имели бояре других земель ВКЛ, и подтверждал федеративный статус Жемайтии. Тот же статус был подтверждён земским привилеем (1507) великого князя Сигизмунда I Старого. В первом пункте грамоты 1492 года великий князь Александр всем жителям ВКЛ запрещал говорить, что жители Жемайтии присоединены к ВКЛ силой, а не по доброй воле («Найпервей, хочем, иж им [жителям Жемайтии] жадны не мает мовити, альбо на очи истить, иж бы през меч, альбо чрез оныи валки были звалчоные, але з доброю волею пристали»).
Однако, полной самоизоляции внутренней жизни Жемайтии не удалось достигнуть. Наоборот, Жемайтия действиями высшего сословия государства (шляхты) втягивалась в общегосударственные процессы: на территорию Жемайтии распространялось действие «русскоязычных» общегосударственных статутов ВКЛ (1529, 1566, 1588); на сенаторские должности в Жемайтию назначались люди нежемайтского происхождения (в том числе — представители магнатских родов Радзивиллов, Ходкевичей, Кишек, Тышкевичей, Сапег, Воловичей и других, главные усадьбы которых находились совсем не в Жемайтии), что отодвигало на второстепенные позиции такие известные местные роды как Гирвойны, Буйвиды, Гинтылы и другие; великий князь раздавал поместья в Жемайтии в вотчину или пожизненно как шляхте со всех земель ВКЛ, так и натурализовавшимся пришельцам из-за границы (из которых возвысились Гурские (Горские), Гедройцы, Милановские, кальвинисты Гружевские и другие). Правовые нормы ВКЛ (в том числе Статуты Великого княжества Литовского) и общая политическая жизнь сформировали политический класс государства — шляхту, в большинстве своём происходившей из «русских» родов; была православной и католической по вероисповеданию (а с XVII века — в абсолютном большинстве католической); разговаривала сначала на «русском языке», а после на польском; определяла себя как «литовцы» (или более сложно «литовцы греческого закона люди», «литовцы руськага рода», «gente Lithuanus, natione Polonus»), и считала себя подданными ВКЛ, а после Люблинской унии и шире — поданными всей федеративной польско-литовской Речи Посполитой.
Вероятно, что первым городом в Жемайтии, получившим магдебургское право на самоуправление в конце XV века, был город Крожи; точно известно, что вторым жемайтским городом получившим то же право в 1501 году, был город Велюона.
В 1527 году великий князь Сигизмунд I Старый взял под свой непосредственный контроль большую часть (18 волостей) Жемайтского староства, ограничивая тем самым всеохватность власти рода Кезгайлов; в 1527 и 1529 году ввёл денежный сбор (вместо натурального оброка) в Жемайтии, в ответ на это вспыхнуло восстание жемайтских крестьян (1535—1537), которое было подавлено<. Тем не менее, новым жемайтским старостой в 1527 году по просьбе местной шляхты стал князь Станислав Станиславович Кезгайло, сын предыдущего старосты, остававшийся самым крупным собственником Жемайтии и в 1528 году выставлявшим от своих имений 371 всадника в войско.

#### Волны новой унификации внутренней жизни Жемайтии (середина XVI—XVIII века)
В 1566 году в ВКЛ произошла очередная унификационная административно-территориальная реформа, окончательно ликвидировавшая путаницу разных территориальных единиц, нередко реликтовых, и согласно которой в государстве основными единицами административно-территориальной структуры становились воеводства и поветы (со своими соймиками), количество которых было увеличено путём раздела бывших больших воеводств. Однако это не затронуло Жемайтию, где продолжало существовать Жемайтское староство: в рационально организованной административно-территориальной структуре государства Жемайтское староство (из 28 тиунств) отчётливо выделялось и по существу было поветом, поскольку имело один сеймик, однако жемайтский староста имел компетенции воеводы и поэтому был сенатором и заседал в Сенате. Староство имело трёх сенаторов — жемайтского епископа, жемайтского старосту, и жемайтского каштеляна. Жемайтская шляхта была в XV—XVIII веках также включена в борьбу магнатских группировок в ВКЛ.
В 1581 году в ВКЛ возник Трибунал. Первоначально Жемайтия, как и украинские воеводства Польского королевства, должна была получить отдельные трибунальские суды (в Росиёнах), однако сама шляхта Жемайтского староства от такого предложения Вильно отказалась, что также не содействовало самоизоляции внутренней жизни Жемайтии.
Жемайтия стала театром военных действий в ходе Северной войны (1655—1660), в 1655 году была занята шведскими войсками и сильно пострадала. По Инициативе гетмана Януша Радзивилла и части шляхты в 1655 году в радзивилловской усадьбе была объявлена Кейданская уния.
Жемайтия, где имелись значительные латифундии Сапег (имения Шкуды, Кретинга и др.), стала важным театром военных действий в ходе гражданской войны в Великом княжестве Литовском (1692—1702), перешедшей в следующую северную войну (1700—1721), когда через Жемайтию в 1701—1708 годах проходили шведские войска. В 1707 году в Жемайтии прошли значительные волнения крестьян, а в 1707—1711 годах голод и болезни (эпидемия чумы) значительно сократили население Жемайтии и Королевства Пруссии.
Через Жемайтию проходили русские войска в 1733 году (во время бескоролевья в Речи Посполитой и «Войны за польское наследство») и в 1758—1760 годах во время Семилетней войны.
Жемайтия стала важным центром начала Барской конфедерации — в 1768 году в Росейнах была объявлена Генеральная конфедерация ВКЛ. В 1769 году произошли значительные волнения крестьян Шавельской экономии. В 1768—1782 и 1791—1796 годах произошли значительные протесты крестьян староства Паланга против пожизненного собственника — виленского епископа Игнацыя Масальского, а в 1775—1792 годах — в старостве Велёна против королевского губернатора Антония Тизенгауза.
В 1793 году в процессе административно-территориальных реформ, принятых Великим сеймом (1788—1792), Жемайтское староство было разделено на три повета («земли») — Росиёнский, Тельшевский и Шавельский.
По причине своей удалённости от мест концентрации русских войск, территория Жемайтии стала одним из важных центров, где разгорелось восстание 1794 года во главе с Тадеушем Костюшко. Для привлечения крестьян воззвания повстанцев специально переводились на литовский язык.

#### Экономическое положение в XVI—XVIII веках
В Жемайтии имелись большие как государственные староства и экономии (Шавли, Твери, Жаряны, Плателе, Тиршкли, Тельши и другие), раздававшиеся пожизненно, так и значительные частнособственнические имения, из которых в XVI—XVII веках особым размерами выделялись частные латифундии магнатов Ходкевичей (имения Шавкяны, Лидавяны, Видукли, Шкуды, Кретинга, Грусте, Гондинга, и др.), Радзивиллов (имения Кейданы, Титавяны, Тавроги), Сапег (имение Ретово, Гелгудишки), Кишек (имение Кейданы), Воловичей (имение Титавяны, Трушки, Плателе, Эйгирди), Тышкевичей (местечко Благословёново). Жемайтский епископ также был значительным земельным собственником (Ворни, Кальвария, Янополь и др.). В середине XVI века по мужской линии угас род Кезгайлов, земли которого перешли к родственникам — панам Завишам и Шеметам, а самой влиятельной семьёй в Жемайтии стали Ходкевичи. В середине XVII века угас род Кишек, а громадные латифундии Ходкевичей по женской линии перешли к Сапегам (имения Шкуды, Кретинга и др.) и другим лицам. В середине XVII века, в состав латифундистов Жемайтии вошли Огинские (имения Тиршкли, а в XVII веке Ретово), а в XVIII веке — ещё и Плятеры (имение Швекшне), Карпы (местечко Благословёново), Коссаковские (имение Юзефово в Жемайтском старостве, ключ Герути в Упитском повете), Мосальские (Паланга, Плунгяны, Фарниды). Однако главные резиденции всех этих магнатских родов находились вне жемайтских земель.
Значительными размерами в XVI веке выделялись также владения среднезажиточной шляхты — таких родов как Билевичи, Белозоры, Талька-Гринцевичи, Гротусы, Гружевские, Зеновичи, Орвиды, Петкевичи; в XVII веке — Гурские (Горские), Войны, Киршенштейны, Гелгуды, Гедройцы, Пацы, Сирути, кльвинисты Блинструбы; в XVIII веке — Пшездецкие, Кончи, Залусские, Вейсенгофы, Нагурские, Монтвилы, Пилсудские, Страшевичи, Станевичи, Станкевичи и другие. Владеть имением в Жемайтии было выгодней, чем аналогичным, например, в чернозёмных украинских воеводствах Польского Королевства, поскольку главный экспорт зерна шёл в Западную Европу — через Кёнигсберг и Гданьск, а не через Чёрное море.
С первой половины XVI века в Жемайтии наблюдается рост присутствия немецких купцов из Герцогтва Пруссии и рост торгового оборота с ним, а в 1529 году к своей выгоде ВКЛ заключила торговый договор с Пруссией, запрещавший вывоз металлов из Великого княжества Литовского. «Волочная помера» в Жемайтии началась ещё в 1533 году, но в Жемайтии никогда не было развитого фольваркового хозяйства, так как великие князья гарантировали не основывать в Жемайтии фольварков, и их создание было тут редкостью. Большая часть крестьян была вольной (на северо-западе Жемайтии — 90 % всех крестьян), поскольку платили помещикам чинш — даже до 1861 года, когда было отменено крепостное право в России. Много крестьян занималось торговлей в Королевстве Пруссия, позволявшей им отправлять своих детей учиться в жемайтские приходские школы и получать профессию католического священника, что считалось большой удачей.
В 1650 году в Жемайтском старостве количество крестьянских дымов составляло более 49 тыс. человек, что соответствует количеству населения около 300 тыс. человек. Плотность населения (17,4 чел./км²) была одной из самых высоких в ВКЛ. Из-за военных действий количество дымов согласно данным от 1667 года сократилось до 34 тыс. Жемайтия славилась большим количеством мелкой (малозажиточной) шляхты, проживавшей часто совместно — целыми околицами. В 1667 году в Жемайтском старостве имелось 5486 имений шляхты, из которых 3940 имений (71,8 %) не имели крепостных крестьян, а шляхтичи были однодворцами; только 1546 семей шляхты владели крепостными крестьянами (в общей сложности 14036 крестьянских дворов); только 53 семьи шляхты имели более чем по 50 крепостных.
Во второй половине XVIII века количество населения вернулось к уровню 1650 года — около 330 тысяч человек. Согласно описи 1775 года в Жемайтском старостве шляхта имела 12,5 тысяч крестьянских дымов, великий князь литовский — 11 тысяч, католический костёл — 3 тысячи. Та же опись насчитывала 5 748 дворов шляхты (в том числе магнатов), из которых только 1 179 дворов (20,5 %) имели крепостных крестьян. Обширная Шавельская экономия насчитывала 17 652 души, где на крестьянина приходилось 1,5 волоки земли.

#### Религиозно-культурная жизнь Жемайтии во времена ВКЛ
После начала христианизации в XV веке Жемайтия на протяжении существования ВКЛ была католическим регионом, хотя христианизация долгое время из-за незнания балтских наречий многими неместными ксендзами (поляками и др.) носила поверхностный характер и длительное время сохранялся религиозный дуализм — смешивание дохристианских верований с христианскими, а в северо-западных районах Жемайтии даже в середине XVI века не было костёлов. Когда сначала языческое население Жемайтии яро сопротивлялось принятию католичества, то после повсеместного принятия начало яро его держаться. Жемайтия стала единственной землёй, получившей среди шляхты во времена существования Речи Посполитой неофициальное название «святой» земли за свою набожность и преданность католицизму, вошедшие в легенды и пословицы и сохранившиеся даже до XX века. Ещё с древних времён в знак искренней веры население (особенно крестьянское) ставило в каждой деревне символические деревянные кресты, а временами обставляя группами крестов целые холмы. Католические священники пользовались всемерным уважением на селе.
В католическом богослужении и делопроизводстве основным языком был латинский, а дополнительным — польский; балтские наречия ограниченно использовались в качестве второстепенных при проповедях и в дополнительном богослужении, что не содействовало прочному усвоению принципов христианского вероучения среди крестьян.
С начала XVI века в Жемайтии появляются евреи, основывавшие в городах и местечках свои кагалы и входившие в состав Брестской синагоги (округи), а после создания в 1652 году Виленской синагоги (округи) — в её состав до разделов Речи Посполитой. Особенностью Жемайтии было то, что тут не имелось поселений татар.
Жемайтию поверхностно затронули процессы Реформации в Речи Посполитой и совсем обошёл стороной процесс введения униатства (с 1596 года). Проба распространения лютеранства в ВКЛ, когда началось движение Реформации не имела успеха; в Вильно шляхтич-лютеранин Абрахам Кульвец (уроженец деревни Кульва — около Ковно) открыл религиозную (лютеранскую) школу для малозажиточной шляхты (однако школа пользовалась популярностью только у немцев—мещан), а в 1542 году Кульвец вынужден был эмигрировать в соседнюю Пруссию, где предложил программу сделать балтские наречия фундаментом всей образовательной системы в ВКЛ, используя базу новосозданного Кёнигсбергского университета (1544). Именно в рамках этих идей уроженец Жемайтии, лютеранский пастор Мартинас Мажвидас издал при помощи прусского герцога в 1547 году в Кёнигсберге (Пруссия) лютеранский «Катехизис» на западных говорах современной жемайтского языка (диалекта) с большим влиянием говоров прусского языка, что было начало печати на балтских наречиях ВКЛ.
Однако программа перехода образования на балтские наречия в ВКЛ (в том числе в Жемайтии) не встретила внимания и не получила поддержки у шляхты ВКЛ. Наоборот, самый влиятельный магнатский род ВКЛ — Радзивиллы во главе с Николаем Радзивиллом «Чёрным» — принял главное участие в местном движении Реформации в 1550—1570-е года, но стремился распространять в стране кальвинизм и поддерживал печать религиозной литературы на «русском» («Катехизис» (1562) Симона Будного и польском языках (Брестская Библия (1563)). Кальвинизм тогда поддержала большая часть сенаторов ВКЛ — в том числе жемайтский староста Ян Иеронимович Ходкевич (хоть и основавший в своём периферийном поместье Шкуды лютеранскую кирху, но в главной усадьбе — Шевкяны — открывший кальвинистский сбор), жемайтский каштелян Николай Николаевич Нарушевич, троцкий каштелян Ян Янович Глебович, подканцлер Остафий Богданович Волович, новогрудский воевода Павел Иванович Сапега, великий писарь литовский Лев Иванович Сапега и другие магнаты. В Жемайтии по приказу магнатов начали появляться с 1550-х годах кальвинистские сборы (храмы), но по их же приказу в 1580-е годы почти все они были преобразованы в католические костёлы. Жемайтский староста, а позже виленский каштелян Ян Станиславович Кишка (около 1552—1592), сторонник арианства, основал в Кейданах сообщество ариан, однако главную поддержку их деятельности развернул вне жемайтских земель — Ивье, Лоск, Любча, Венгрув. После Контрреформации в Жемайтии, вместе с небольшим количеством кальвинистских сборов, только Кейданы остались (для шляхты) важными центрами кальвинизма, арианства (до 1658 года) и православия (имелся значительный мужской монастырь и церковь с 1652 года), поскольку поддерживались биржанской («кальвинистской») ветвью князей Радзивиллов, собственников Кейданской латифундии. Кроме того, в Кейданах в 1651—1653 годах имелась крупная типография, сообщества шотландцев, немцев, голландцев и самое крупное еврейское сообщество в Жемайтии.
Только в 1595 году в Вильно был издан «Катехизис» Микалоюса Даукши, уроженца Кейдан, — первая печатная книга на территории ВКЛ на литовском языке, а именно — на западных говорах аукштайтского диалекта современного литовского языка (говоры вокруг городов Кейданы и Шаули), которые в те времена получили название «жемайтский язык» (lingua Samogitica) топонимично — по названию Жемайтского староства. Призыв Даукши развивать высокую культуру на балтских наречиях также не встретил поддержки у шляхты. Дальнейшая печать в ВКЛ на балтских наречиях (деятельность жемайтского епископа Мельхиора Гедройца, работы Константинаса Сирвидаса и других) имела уже ограниченный тираж и вспомогательный характер — для укрепления христианской веры среди балтоязычных крестьян (некоторые из которых ещё не отказались полностью от языческих обрядов), а поэтому имел религиозное содержание, второстепенное (после печати на «русском», латинском и польском языках) значение, исходила от католического священства (а не от светской шляхты) и была на «жемайтском языке» (западноаукштайтском диалекте). За укрепление позиций католицизма и деятельность против пережитков язычества жемайтский епископ (1576—1609) Мельхиор Гедройц был прозван «вторым крестителем Жемайтии».
Предпринятая в XVI веке попытка основать постоянную традицию письменности и печати на балтских наречиях, часто на разных их вариантах, оказалась неудачной в ВКЛ и прочно поддерживалась в XVI—XVIII веках и позже только в лютеранском Герцогство Пруссия (например деятельность Балтрамеюса Вилентаса, Йонаса Бреткунаса, Даниэля Клейна, Кристионаса Данелайтиса, Филиппа Ругиса, Людвигаса Резы и других), в том числе при помощи правящей местной немецкой династии Гогенцоллернов. Причём эта печать в Пруссии, осуществлявшаяся местными балтами-лютеранами, был продолжением языковой традиции Мажвидаса: книги там печатались на западных говорах жемайтского языка (наречия) с большим влиянием прусского языка, а поэтом язык изданий был отдалён от большинства балтских наречий ВКЛ. Первый полный перевод Библии на жемайтское наречие был напечатан в 1735 году в Кёнигсберге (Королевство Пруссия) и повторно напечатан после исправления в 1755 году там же.
Земские акты (то есть официальное делопроизводство), сохранившееся только с середины XVI века, в Жемайтском старостве писалось до 1640 года на «русском языке» (то есть на старобелорусском), а после — на польском языке. Последняя редакция общегосударственного и «русскоязычного» свода законов — третий статут ВКЛ (1588) — только в 1614 году была напечатана на польском языке. Польский язык начинает широко распространяться среди шляхты (в том числе жемайтской) с 1610-х годов, чему содействовал быстрый рост сети иезуитских школ и коллегиумов (с латинским и польским языками обучения), где образование было на наивысшем уровне в ВКЛ и поэтому привлекало шляхту. Так, в 1614 году жемайтский староста Ян Кароль Ходкевич основал в Крожах иезуитский коллегиум (1614—1773), а иезуиты начали с того, что уничтожили в Крожах святые жемайтские дубы и низринули идолов, которым часть крестьян в те времена ещё поклонялись и приносили им в жертву животных.
Польский язык с той поры стал доминирующим в культурной жизни шляхты и священства Жемайтии до разделов Речи Посполитой и даже позже. Как свидетельствовали отчёты жемайтских епископов в Рим, шляхта не посещала костёлы, где богослужение велось на балтских наречиях. В Жемайтии балтские наречия существовали главным образом только среди крестьянства, мелкой и неграмотной шляхты и приходского католического священства, поскольку последнее рекрутировалось обычно среди крестьян, и использовалось отдельным иезуитами в качестве помощников при проповедях. Ещё в 1737 году жемайтский епископ Юзеф Михаил Карп в своей окружной грамоте резко нападал на многие остатки язычества в Жемайтии среди крестьян. Самым известным местом католического паломничества даже до нашего времени стало местечко Жемайтская Кальвария, где жемайтский епископ Юрий Тышкевич в 1633 году основал кальварию.
В XVII—XVIII веках, в Жемайтии как и повсюду в ВКЛ, господствовал расцвет пышного католического искусства барокко, но этот регион был периферией государства в отношениях культурных тенденций и развития науки. В Кейданах была открыта кальвинистская гимназия (1629—1863), где с 1647 года начали преподавать в том числе и «руский язык», но никогда не преподавали литовский или жемайтский; а в 1741 году в Ворни была переведена епископская духовная (католическая) семинария из Крож (где она ранее существовала с 1570 года). В местечке Падубись (Падубись Базилианский) в 1749—1835 годах действовал единственный в Жемайтии униатский базилианский монастырь, униатская церковь и с 1773 года базилианская школа (где преподавался в том числе и «русский язык»), которая в XIX веке насчитывала более 300 учеников. Эдукационная комиссия (1773) выделила Жемайтию в 1783 году в одну из четырёх образовательных округ Литовской провинции: центром Жемайтского отдела (из трёх подокруг) стал город Крожи, а школы в Кретинге и Расейнах (Росионах) стали центрами подокруг.

### Жемайтия во времена Российской империи

#### Административная принадлежность
После третьего раздела Речи Посполитой в 1795 году территория Жемайтии была включена в состав Литовской губернии (1795—1801) Российской империи, кроме юго-восточных районов, которые отошли Пруссии. И в Российской империи перестала существовать административно-территориальная единица, имевшая слово «Жемайтия» в её официальном названии, однако оно стало присутствовать в официальном титуле российского императора — выражением «князь Самогитский» до 1917 года.
Российский император Александр I своим указом от 9 (21) сентября 1801 года разделил Литовскую губернию на две — Литовско-Виленскую губернию и Литовско-Гродненскую губернию. Территория Жемайтии целиком вошла в состав Литовско-Виленской губернии (1801—1840). В 1819 году приморское местечко Паланга с окрестностями были переданы в состав Курляндской губернии, но в 1827 году снова возвращена в состав Литовско-Виленской губерни, а после 1829 года снова включена в состав Курляндской губернии.
18 июля 1840 года российский император Николай I приказал Сенату переименовать Литовско-Виленскую губернию в Виленскую губернию (1840—1917).
Хотя Жемайтия не представляла собой отдельной административной единицы в Российской империи, до начала 1840-х годов в официальном российском делопроизводстве Жемайтия иногда называлась «Самогития» или «самогитские уезды» — Шавельский, Тельшевский, Россиенский и Упитский уезды. Существовала также католическая «Самогитская» (Жемайтская) диоцезия, переименованная 11 октября 1840 года в Тельшевскую (с центром в Ворнях), а в 1848 году старое название «Самогитская» было снова разрешено российскими властями к использованию вместе с новым. Тем же указом 11 октября 1840 года большая часть земельного достояния тельшевского епископа перешла во владение государственной казны Российской империи, что значительно сузило возможности диоцезии.
18 декабря 1842 года из состава Виленской губернии были выделены уезды с преимущественно балтоязычным крестьянским населением губернии, из которых была создана Ковенская губерния (1842—1917), получившая неофициальное название «Самогития» («Жемайтия», «Жмудь»). Центром Ковенской губернии стал город Ковно (теперешний город Каунас). В Ковно (ближе к губернской администрации) по приказу российских властей в 1864 году была переведена и резиденция жемайтского (тельшевского епископа).
С 1795 года языком делопроизводства стал русский язык, однако до конца подавления Ноябрьского восстания (1830—1831) официально использовался и польский язык во многих государственных учреждениях, особенно дворянских и судебных. Жемайтия всегда входила в состав Литовского (Виленского) генерал-губернаторства, а поэтому была частью Северо-Западного края Российской империи — со всеми последствиями этой принадлежности.

#### Жемайтия во время войны 1812 года, Ноябрьского и Январского восстаний
В 1812 году Жемайтия была периферией Отечественной войны, но многие местные католические помещики поставляли продовольствие для армий Наполеона I. Чтобы предотвратить неудовлетворённость крестьян, жемайтский епископ Юзеф Арнульф Гедройц (в своём послании от 5 августа 1812 года приходскому священству) специально приказывал крестьянам безусловно подчиняться помещикам.
Жемайтия стала важным и активным районом Ноябрьского и Январского восстаний поднятых шляхтой Литвы и Белоруссии, поскольку Жемайтия имела стратегическое значение из-за своего выхода к Балтийскому морю: отсутствие в достаточном количестве у повстанцев огнестрельного оружия делало возможным его подвоз из-за границы только на кораблях — до порта Паланги (Курляндская губерния) рядом с жемайтской Кретингой.
Кроме того, в восстаниях в Жемайтии (кроме шляхты) приняла участие значительная часть местного крестьянства, которое удавалось поднимать на борьбу только при помощи пропаганды местных католических священников. В 1863 году самую большую известность получил лидер жемайтских повстанцев-крестьян ксёндз Антанас Мацкявичус.

#### Структура дворянского землевладения
В Российской империи земли Жемайтии даже до Февральской революции (1917) выделялась большой концентрацией латифундий, как местных католических собственников, так и русских: около 60 собственников владели 1/3 земли. После присоединения земель ВКЛ к Российской империи в результате разделов Речи Посполитой у многих нелояльных собственников российская власть конфисковала имения и начала раздавать русским дворянам или продавать местным латифундистам. Так, в Жемайтии русские дворяне графы Зубовы получили обширные латифундии Юрбург и Тавроги (51 тыс. десятин), позже проданные государственной казне; латифундии Грурдзе и Жагоры (146 тыс. десятин), латифундии Кретинга и Плунгяны (60 тыс. десятин) и Шавельскую экономию 964 тыс. десятин); князья Васильчиковы — латифундии Юрбург и Тавроги (51 тыс. десятин), подаренные российским императором Николаем I; графы Кайсаровы — Лабгиры (28 тыс. десятин); Нарышкины приобрели у Зубовых латифундии Грурдзе и Жагоры (146 тыс. десятин); графы Тотлебены — имение Кейданы (в 1866 году); и т. д. Это привело в Жемайтии (а позже — в созданной Ковенской губернии) к наибольшей концентрации латифундий русских помещиков среди всех северо-западных губерний Российской империи, что только усилилось после антироссийских восстаний местной шляхты в 1831 и 1863 годах и очередных конфискаций. Значительно уменьшилось в Жемайтии количество имений князей Радзивиллов — они утратили или продали такие значительные свои многовековые владения как латифундии Биржи, Кейданы и др.
Так, после Ноябрьского восстания в Жемайтии были конфискованы имения отдельных представителей местных католических родов — князей Сапег (имение Шкуды), графов Плятеров (имение Дусяты), Залусских (имение Гульбины), Станевичей (имение Лидавяны), Страшевичей (имение Рогов), Трусковских (имение Трусков) и т. д. После Январского восстания были конфискованы имения Гейшторов (имение Игнацогрод), графов Чапских (имение Кейданы и Колнобреже), Виткевичей (имение Пашавша) и т. д.
Несмотря на это, в Жемайтии после 1864 года сохранилось большее, чем у русских собственников, количество латифундий местных католических собственников — графов Тышкевичей (имение Биржи, Паланга, Кретинга, Красный двор, Шукяны, Куртавяны, Дарбяны, Бобтины и др.), Тизенгаузов (имения Солы, Рокишки и др.), графов Огинских (имения Ретавы, Плунгяны и др.), Карпов (имения Яганишкеле, Смильге, Клаваны и др.), князей Радзивиллов (имение Тавяны), графов Плятеров (имения Бельмонты, Картяны, Шатейки, Вилькяны, Швекшне и др.), графов Коссаковских (имения Яново, Мартинишки и др.), графов Воловичей (имение Савятышки), князей Друцких-Люберецких (имения Ужвянты , Копяны и др.), графов Пусловских (имения Жидики, Таврагины, Элеонорово и др.), баронов фон дер Ропов (имения Шадов, Радзивилланы, Жиляны, Давкшагола, Юхнайте и др.), обычно постоянно проживавших в своих жемайтских усадьбах. К среднезажиточному местному католическому дворянству относились Комары, графы Забелло, Бурбы, Лопатинские, Билевичи, Храповицкие, Гурские (Горские), Пилсудские, графы Чапские, Пжатишевские, Костелковские, Довгялы, Коньчи, Монтвилы, Шеметы, Минейко, Заны, Петкевичи, Марикони, Хлевинские, Сесицкие, Рутовские, и др. В 1890- годы в Ковенской губернии дворяне (5224 имения) владели 40,6 % всей земли, а среди крестьян преобладали мелкие собственники, имевшие до 10 десятин.

#### Экономическое развитие
Крестьяне в большинстве своём жили бедно, кроме небольшого количества тех, кто ходил на заработки в ближайшие портовые города или Восточную Пруссию. В 1861 году в Российской империи было отменено крепостное право, чем была открыта дорога к интенсивному развитию капиталистических отношений, хотя и до этого времени в Ковенской губернии имелась значительная прослойка свободных крестьян (в 1860 году — 54 %), а около 25 % крепостных было переведено на чинш. Евреи также всё время были категорией лично свободного населения и занимали доминирующие позиции в сфере торговли и ремесла. Тем не менее, главными двигателями экономики губернии были средние и зажиточные католические дворяне, а базой экономики оставалось сельское хозяйство их имений. Самые передовые технологии приносились в регион местными дворянами. Так ещё в 1855 году зажиточный помещик Виленской и Ковенской губерний Райнольд Тизенгауз купил первые в этих губерниях пароходы: большой ходил по реке Неман, а меньший — по реке Вилия. А с 1870-х годов князь Богдан Огинский (1848—1909) создал из своего имения Ретово образцовый прогрессивный экономический и культурный центр: имелась гута; фабрика по производству сельскохозяйственных машин; симфонический оркестр; музыкальная школа; ветряная электростанция (1892); локальная телефонная линия (1892), соединявшая имения Ретово, Плунгяны (Михаила Огинского) и Кретинга (графов Тышкевичей); и др.
В 1900 году местные зажиточные католические помещики (Тышкевичи, Огинские, Мейштовичи, Коньчи, Завиши, Комары, Венцлавовичи и др.) по примеру минских дворян из Минского общества сельского хозяйства создали своё Ковенское общество сельского хозяйства для совместной организации усилий по экономическому развитию губернии. В общество приглашались и русские землевладельцы: например Пётр Столыпин был его первым председателем (1901—1902), поскольку владел в губернии имением Колнобреже. Промышленность была развита относительно слабо. Малоземелье вынуждало крестьян в начале XX века эмигрировать в Великобританию, США, Латинскую Америку.

#### Религиозно-культурная жизнь Жемайтии в Российской империи
В середине XIX века Жемайтия стала местом так называемого «Жемайтского возрождения» (быстрого развития светской литературы) на жемайтском языке (наречии) и литовского языка, а позже — местом формирования литовского национально-демократического движения, что было обеспечено поддержкой католического священства (в первую очередь — католических епископов Мотеюса Валанчюса и Антанаса Баранаускаса) и системой католических школ и семинарий.
В 1809 году в Вильно был создан Виленский университет, где среди многих преподавателей и студентов большую популярность получил романтизм, призывавший проявлять интерес к простонародной культуре и языку. В 1808 году в Варшаве ксендзом Франтишком Ксаверием Богушем была напечатана книга «О начале народа и языка литовского», в которой утверждалось, что «литовский язык» — это балтский язык, очень древний и уникальный; что «литовцы» — это балтский народ; и содержался призыв к шляхте Литвы сделать Литовский (балтский) язык языком высокой культуры. Однако на Виленщине идеи Богуша не получили популярности, а нашли свою поддержку у студента Виленского университета и уроженца Жемайтии, крестьянина Симона Даукантаса, оказавшего влияние на мелких шляхтичей из Жемайтии Шимона Станевича (Симонаса Станявичюса) и Дионисия Пашкевича (Дионизаса Пошку).
Даукантас, Станявичюс и Пошка стали балтоязычными поэтами и историками-любителями, первоначально признававшимися в любви к родной Жемайтии (а позже шире — к Литве), считали жемайтов и литовцев одним народом и целенаправленно начали создавать произведения на жемайтском и одновременно на польском языках, хотя многие важные книги Даукантаса и Пошки были напечатаны только в конце XIX — начале XX веков. Однако деятельность Даукантаса, Станявичюса, Пошки и других жемайтских уроженцев в 1820—1842-е годы не оказала большого влияния на местное среднее и зажиточное католическое дворянство Жемайтии и Виленщины. Для местных польскоязычных католических средних и зажиточных дворян литовско-белорусских губерний в первой половине XIX века было более характерно называть себя и славяноязычное крестьянство (в первую очередь белорусскоязычное крестьянство) «литовцами» (или по-польски «литвинами»), а всё балтоязычное население Ковенской и Виленской губерний — «жемайтами» (или по-польски «жмудинами») Тех же немногочисленных обедневших католических дворян и балтоязычную интеллигенцию Жемайтии, которые в конце XIX — начале XX веков начали интересоваться балтскими наречиями и считать, что «литовцы» (или по-польски «литвины») — это балты, местное среднее и зажиточное католическое дворянство литовско-белорусских губерний начало называть «литвоманами».
Успех движения по популяризации жемайтского языка (наречия) наступил после 1848 года, когда Даукантас предложил новоназначенному жемайтскому епископу (1849—1875) Мотеюсу Валанчюсу (Валанчевкому), первому епископу крестьянского происхождения, написать на жемайтском наречии историю Жемайтского епископства, а Валанчюс начал требовать от ксендзов произносить проповеди в Жемайтском епископстве на жемайтском наречии и открывать школы при костёлах с научением на жемайтском наречии. Этот шаг ещё более укрепил авторитет Валанчюса среди жемайтских крестьян, прозвавших его «жемайтским князем», хотя католические епископы в Жемайтии получали авторитет среди крестьян априори. Умело лавируя между официальной российской администрацией и польскоязычным католическим дворянством, Валанчюс сумел расширить сферу использования жемайтского наречия литовского языка, предотвратить русификацию католической церкви в Ковенской губернии, что начало распространяться в других литовско-белорусских губерниях, а также организовать печать литовскоязычной литературы в соседней лютеранской Восточной Прусси, где литовская литература всегда поддерживалась, и так называемое движение «книгонош». Однако популяризация жемайтского наречия литовского языка затронула только крестьянскую массу и ксендзов, многие из которых также происходили из крестьян, и поэтому была более ликвидацией неграмотности, чем введением «литовского языка» в дворянские круги.
После Валанчюса деятельность по популяризации балтоязычной письменности и литературы возглавил ксёндз Антанас Баранаускас, происходивший из крестьян, бывший питомцем Варнейской семинарии (Ковенская губерния) и профессором Ковенской семинарии, а позже ставший сейненским епископом (1897—1902) — в Сувалкской губернии (Варшавское генерал-губернаторств)), куда и переместился центр поддержки «литовского языка». Именно в Мариямпольской гимназии (в Сувалковской губернии) получил первое образование Йонас Басанавичюс, который уже в начале XX века начал считаться «патриархом литовского народа» — лидером литовского национально-демократического движения — и ставшего одним из подписантов Акта независимости Литвы. А литовскоязычное издание движения ежемесячник «Аушра» («Рассвет)», редактором которого был Басанавичюс, начало издаваться в Восточной Пруссии. Именно на основе балтских наречий вокруг Мариямполе (по современной классификации — сувалкийский говор аукштайтского диалекта литовского языка, сложившаяся под влиянием наречий ятвягов) начал тогда создаваться современный литовский литературный язык, игнорируя достижения балтоязычной печати во времена Реформации и «Жемайтского возрождения». Результатом «Жемайтского возрождения» для формирования устойчивой литературной нормы оказалась только волна заинтересованности к балтским наречиям.
Сохранялись еврейские религиозные общества. В 1824 году в Кейданах по указу императора было закрыто униатское духовное училище. Российские власти строили и православные церкви, в первую очередь для русских чиновников и военных.

#### Революция 1905—1907 годов и путь к литовской государственности
Революция 1905—1907 годов в России позволила легализовать деятельность политических партий, но многие партии были основаны разными народами империи ещё до того времени. Результаты революции позволили легализовать культурную деятельность на любых языках, что было благоприятным для подъёма и расцвета балтоязычной культуры.
Хотя в Ковенской губернии действовали отделения многих партий и движений Северо-Западного края и польских губерний Российской империи, однако самыми влиятельными и массовыми были партии литовского (балтоязычного) национально-демократического движения, состоявшего из представителей крестьян, католического священства и из небольшого числа малозажиточных дворян-«литвоманов» — уроженцев Ковенской и Августовской губерний. Такой социальный состав во многом определил формирование трёх основных направлений движения: социалистические партии, христианские демократы (консерваторы — во главе с Александрасом Стульгинскисом) и националисты («товтинники» — во главе с Антанасом Сметоной). Самыми сильными и стабильными были христианские демократы (католический клир и клерикальная интеллигенция) и националисты (крестьяне и светская интеллигенция). На выборах в Государственную Думу Российской империи эти партии объединялись с евреями против местных помещиков-католиков и польскоязычных политиков, поскольку не видели в последних союзников и друзей. Поэтому многие католические помещики Ковенской губернии до 1911 года поддерживали краёвцев-консерваторов, а позже стали сторонниками идей Польской национально-демократической партии, выступавшей против идеи ликвидации крупной земельной собственности и за инкорпорацию части земель Литвы и Белоруссии в состав Польши с дальнейшей полонизацией населения.
Среднее и зажиточное католическое дворянство северо-западных губерний определяла себя и как «литовцы» (или по-польски «литвины»), и как «поляки». Термин «поляки» был для них политонимом и связывался с идеей возрождения «Польши» — бывшей федеративной Речи Посполитой. Вкладывание в термин «белорусы», которым стало себя называть большинство славяноязычного населения края, значения части (ветви) «единого русского народа» было неприемлемым для самоидентификации значительной части (особенно материально независимой) местного дворянства, поскольку было бы признанием этнической ассимиляции (обрусения) и отречения от собственной истории и традиций. А закрепление во второй половине XIX века в официальной российской науке, идеологии и прессе термина «литовцы» («литвины») только за балтоязычным населением привело к тому, что местное дворянство, не согласившееся отнести себя к балтам, для внешних сношений с официальной властью и русским дворянством начало пользоваться термином «поляки», хотя в частных отношениях между собой и «кореняжами» (то есть поляками из собственно польских губерний Российской империи — губерний бывшего Царства Польского) ещё использовало и термин «литовцы» («литвины»), продолжая называть балтоязычное население края «жемайтами» (или по-польски «жмудинами»). Непринятие нового значения термина «литовцы» (то есть только балтоязычное население) привело к возникновению в конце XIX — начале XX века и определённого распространения в среде местного (католического и польскоязычного) дворянства северо-западных губерний (особенно в этноконтактной зоне — в Виленской губернии, соседствующей с основным массивом балтоязычного населения — Ковенской губернией) термина «младолитовцы» для обозначения балтоязычного населения, а для собственного самоопределения — терминов «старолитовцы» (starolitwini), «исторические литвины» (litwini historyczni), «мицкевичовцы» (в знак солидарности с тем значением понятия «литовцы» (litwini), которое использовал Адам Мицкевич в своём произведении «Пан Тадеуш» Хотя скоро и они стали именовать себя только как «поляки».
В конце Первой мировой войны при поддержке немцев 18 февраля 1918 года Литовская Тариба (в составе которой первоначально было аж 6 ксендзов) во главе с Антанасом Сметоной объявило в Вильно о государственном суверенитете «Литовской республики», что было результатом совместных действий христианских демократов и националистов. Летом 1918 года немецкое правительство в Берлине (с одобрением Мацея Радзивилла рассматривало планы создания на оккупированной территории лимитрофного монархического государства Королевства Литва во главе с саксонским принцем Фридрихом Кристианом и последующей германизацией (онемечиванием) балтоязычного населения Литвы, которое рассматривалось Берлином как «тёмная масса», что было с удовольствием услышано многими польскоязычными жителями Вильно. В конечном итоге Литовская Тариба не смогла включить в состав Литовской республики Вильно и Виленский край из-за сопротивления местных польскоязычных католических помещиков, создавших Среднюю Литву (1920—1922): накануне восстания генерал Люциан Желиговский, уроженец Ошмян, издал по-польски воззвание к населению Вильно и Виленщины с призывом «выгнать жмудинов»
Основой государственной территории созданной Литовской республики (1918—1940) стали большая часть Ковенской и Сувалкской губерний.

## Жемайтия как этнографический район современной Литвы

### Нивелировка экономических и культурных особенностей в межвоенный период
С 1918 года земли Жемайтии входили в состав межвоенной Литовской республики (1918—1940), а столица новой Ковенской губернии (российской «Жемайтии») — город Каунас де-факто стал столицей государства. Создание государства повлекло за собой эмиграцию и иммиграцию, а также унификацию жизни через введение государственных стандартов: новый административно-территориальный раздел Литовской республики — 21 уезд (249 волостей) — не учитывал прежние и исторические границы; никакого регионального своеобразия или национально-территориальных автономий (в первую очередь для евреев и поляков) не было создано; государственным становился литературный литовский язык, созданный не на основе жемайтских говоров, что постепенно вытесняло последние из употребления во многих социальных слоях; была создана сеть общегосударственных школ с едиными образовательными стандартами; развитие телефонной связи и сети дорог приводили к увеличению интенсивности контактов жителей разных уголков государства и культурному обмену; происходила урбанизация и секуляризация общественной жизни. Только евреям было предоставлено право произносить речи в парламенте на идише, хотя на улице евреи часто говорили и на русском языке. В 1923 году в Каунасском уезде литовцы составляли 56,7 %; в Каунасе литовцы составляли только 29,9 %, поляки — 31,5 %, а евреи — 31,8 %. Вначале евреи составляли 30-40 % городских жителей нового государства.
Значительной частью крупных земельных собственников составляли польскоязычные дворяне-«старолитовцы», владевшие 26 % земли в новом государстве и политически ориентированные на Польшу. До 1926 года ведущей партией в парламенте были христианские демократы, 15 февраля 1922 года принявшие закон о земельной реформе: национализировалась земля у противников независимости Литвы и дворянские поместья, пожалованные российскими властями во времена Российской империи из фонда казённых земель; устанавливался максимум неотчуждаемой земли в 80 га (с 1929 года — 150 га), что ликвидировало (путём принудительной парцелляции) латифундии, характерные ранее для жемайтских земель.
Например, графы Тышкевичи сохранили после реформы только небольшие наделы земли вокруг своих дворцов в поместьях Паланга, Биржай, Кретинга, Раудондварис и др., а судьбы графов Тышкевичей — довольно типичный пример дальнейшей судьбы многих дворян-«старолитовцев». Так, граф Бенедикт Ян Тышкевич (1875—1948), собственник Раудондвариса, оставил с семьёй Литву, переехал в Польшу, где имел поместья в западнобелорусских воеводствах, и путешествовал по Европе. Его дворец в Раудондварисе перешёл в собственность государства, в нем была создана школа. Граф Альфред Ян Тышкевич (1882—1930), собственник Биржай, желая сохранить в собственности биржанскую ординацию, поддерживал связи с Литовской Тарибой и создание независимой Литвы в 1918 году, но в душе желал единства земель бывшего Великого княжества Литовского и выработал даже свой собственный проект совместной жизни поляков, литовцев, белорусов и евреев в одном государстве, а после аграрной реформы всё-таки решил покинуть Литву, продал своё обрезанное властями поместье и выехал в Париж с предметами искусства, которые там и продал. Граф Феликс Тышкевич (1869—1933), собственник Паланги, получил литовское гражданство, продолжал держать прибыльный морской курорт, но сыновей посылал учиться в Париж и Варшаву. Граф Александр Тышкевич (1864—1945), собственник Кретинги и бывший краёвец-консерватор, остался в Литве и выделялся лояльностью к властям Литвы, а его сын Казимир Виктор Тышкевич (1896—1941) служил в литовской армии, местной администрации, занимался хозяйством и по сути литуанизировался. Другой же сын Александра граф Станислав Тышкевич (1888—1965) стал гражданином Польши и бургомистром Варшавы.
Излишки земли, полученные государством в ходе реформы, за плату распределялись между безземельными и малоземельными крестьянами: исчезали старые бедные сёла, а люди из них переезжали на хутора. Литва осталась страной с аграрной экономикой, ориентированной на внешний рынок: в 1919—1929 годах в Литве преимущественно развивались молочное животноводство, производство зерна, льноводство, птицеводство.
После победы в мае 1926 года на выборах социалистов и социал-демократов, христианские демократы и националисты объединились и в январе 1926 года произвели государственный переворот, установивший в Литве до 1940 года авторитарный режим националистов во главе с президентом Антанасом Сметоной. Правительство проводило мягкую, но поступательную литуанизацию (балтизацию) населения страны (немцев, русских, поляков и пр.), кроме евреев, которым позволили этническую сегрегацию; ограничивало возможности для культурного развития на польском языке и создавало препятствия полякам для занятия государственных постов.
Включение Литвы 3 августа 1940 года в состав СССР повлекло за собой дальнейшую нивелировку региональных особенностей и введение русского языка в образовательный процесс и государственный оборот. Помещики были вынуждены эмигрировать, поскольку в противном случае могли быть репрессированы. Советская коллективизация привела к масштабным переселениям населения в города и посёлки городского типа, где часто стирались сельские традиции.

### Статус современной Жемайтии
После получения 11 марта 1990 года Литвой независимости от СССР, Жемайтия продолжает рассматриваться как этнографический (этнокультурный) регион на северо-западе страны, жители которого разговаривают на одном из двух диалектов литовского языка — на жемайтском. 21 июля 1994 года Геральдическая комиссия утвердила флаг и герб исторической области Жемайтия, автором эталона которых стал Альгис Клишавичус. Границы этнографического региона не совпадают с границами Жемайтского староства, Жемайтского епископства, Ковенской губернии или современными административными границами Литовской республики, а были определены на основании распространения жемайтского диалекта, который имеет три поддиалекта в сельской местности. Самым большим городом этнографического региона является Шяуляй, а исторической столицей — Тельшяй. Отдельные немногочисленные общественные группы выступают за проведение административно-территориальной реформы и создание из уездов этнокультурного региона отдельного Жемайтского региона (в соответствии с нормами Евросоюза о праве на культурную самобытность), однако их усилия не имеют успеха и пока Литва остаётся унитарным государством.
Культурные особенности региона, ещё не успевшие стереться, начали использоваться в качестве туристического потенциала.
- Тельмологический (болотный) природный заповедник Аукстасис около города Ретавас
- Озеро Плателяй на территории Национального парка «Жемайтия»
- Деревня Бобругенай на территории Национального парка «Жемайтия»
- Пейзаж деревни Ужпелкяй около города Плунге
- Деревенский крест при дороге около города Скуодас
- Деревянная скульптура — памятник писательнице Юлии Жемайте в деревне Буканте около города Плунге
- Деревянные скульптуры у входа в магазин, Шяуляй
- Жемайтская крестьянская клеть, XIX в.
- «Янтарное солнце» (3,5 кг) — в музее янтаря в Паланге
- «Замок Гелгуда» XVI—XVIII вв. (после повторного уничтожения восстанавливается с 1935 г.) — деревня Панямуне в 15 км на восток от города Юрбаркас
- Костёл Визитации Пресвятой Девы Марии в местечке  Жемайтская Кальвария
- Помещение бывшей Варняйской духовной семинарии — теперь музей жемайтских епископов
- Дворец графов Чапских в деревне Бярженай
- Вилла Хаима Френкеля в городе Шяуляй
- Католический костёл Святого Якова в городе Швекшна, построенный в 1905 г. графами Адамом и Александром Плятерами

## Комментарии
1. ↑  Генрих Латвийский не употребляет титулатуру «король» в отношении языческих правителей (в том числе к Довгерду), а только обозначение «глава». Ливонская рифмованная хроника называет анонимного отца Миндовга «könig gros» («великий король»)[12].
2. ↑  Первоначально в XVI веке местечко называлось Йоханнесберг и имело преимущественно немецкое население даже в XVIII веке[78].
3. ↑  В литературе встречаются и другие даты основания коллегиума в Крожах — 1616 и 1618 годы.
4. ↑  Жемайтский язык, на котором писались произведения С. Волюнаса, С. Даукантаса, С. Станявичуса и других авторов XIX века во времена «Жемайтского возрождения» и который сейчас рассматривается как диалект современного литовского языка, сложился (по мнению З. Зинкяквичуса), главным образом, на основе наречий куршей или (по мнению В. В. Седова и О.С Широкова) на основе наречий древних жемайтов и куршей[84][129]
5. ↑  Например, согласно официальным документам Министерства народного просвещения Российской Империи от 1803 года, в типографии Виленского университета (которой заведовали ксендзы иезуиты) и виленской типографии ксендзов базилиан язык изданий на балтских языках официально обозначалась по традиции как «самогитский язык» (то есть «жемайтский язык» или «жмудский язык»)[134]
6. ↑  Анонимный современник Y.Q. в журнале «Dziennik Wileński» (1817, № 33) оспаривал выводы трактата «О начале народа и языка литовского» ксендза Франтишка Ксаверия Богуша о балтскости современных и древних литовцев, в том числе ссылаясь на работы шведского историка Тунмана. Анонимный современник отметил, что всем известно, что крестьянство в Литве славянское, а древние литовцы происходят не от герулов (как говорит ксёндз Богуш), а от славянского народа «леты», на славянский язык которых частично повлияли готы и финны, однако «механизм языка» остался славянским на три четверти языкового состава[135]. А приведённые ксендзом Богушем примеры «литовских слов» анонимный современник Y.Q. определил как «жемайтский язык», а не «литовский»: «Понравилось Богушу для забавы или для смеха в таком большом историческом трактате шесть страниц на жемайтскую этимологию не пожалеть»[136].
7. ↑  На территории вокруг городов Мариямполе и Сувалки в древности жило западнобалтское племя ятвягов Согласно исследованиям современного литовского лингвиста Зигмаса Зинкявичуса, именно на базе наречий ятвягов в Великом княжестве Литовском образовались современные южные говоры аукштайтского диалекта литовского языка, давшие начало современному литовскому литературному языку, придав ему по причине своей удалённости от большинства других говоров ореол и впечатление древнего и архаичного языка в целом[143]. Балтские наречия в Вильно и Виленщине не сохранились до нашего времени, поскольку ещё во времена существования Великого княжества Литовского они были вытеснены или заменены славянскими наречиями.
8. ↑  Одним из главным противоречий был язык богослужений в католических костёлах Ковенской губернии: литовскоязычное католическое священство активно стремилось ввести только литовский язык во всех костёлах Жемайтии и искоренить польский язык из богослужений, а большая часть польскоязычного населения Ковенской губернии отклоняла подобную литуанизацию (балтизацию) духовной и культурной жизни.
9. ↑  Белорусское национально-демократическое движение конца XIX — начала XX ст. было представлено сторонниками самых разных сословий (дворян, священников, мещан и крестьян), где преобладали представители той крестьянской интеллигенции российского просвещения, которая происходила из деревни, и заканчивая учительские и духовные семинарии, не присоединялись к «западнорусистам», а также представители местной «польской» (католической и польскоязычной) культуры, происходившие из мелкой застенковой шляхты. И именно последняя категория (малозажиточное дворянство польской культуры) было самым многочисленным и определяющим в тот период в социальном движении, решившем поднять и пропагандировать белорусскоязычную культуру[149]. Кроме национально-демократического движения в Белоруссии было сильное консервативное движение, во главе которого стоял Эдвард Адамович Войнилович, последовательный сторонник политической субъектности Белоруссии.
10. ↑  Дочка Ежи Чапского графиня Мария Чапская (1894—1981) в своём эссе «Florian Czarnyszewicz» (1965 г., Париж) написала про полемику между польскоязычным писателем Флорианом Чарнышевичеми белорусскоязычным писателем Костусём Акулой (1925—2008), когда последний, желая польско-белорусского взаимопонимания, всё же попрекал Чарнышевича в искажении истории Белоруссии и говорил, что землевладельцы-«поляки» и безземельная шляхта это черви, которые кровавили тело его отечества и крестьян-«белорусов». В эссе графиня объяснила, какие отношения были у коренного дворянства к крестьянами почему «польские» дворяне не принимали слова «белорусы», приводя выдержки из полемических писем Флориана Чарнышевича, написанных по-белорусски к Кастусю Акуле и пересланных копией позже к Марии Чапской: "Крестьяне становились шляхтой, а шляхта угасала, переходя в положение крестьян. <…> Важно то, что Вы являетесь сыном своей земли. Я также сын Великого княжества Литовского. Мой отец и дед, и дед моего деда родились и сложили свои кости в этой земле, и сужу, что можно мне родной край любить и тужить о нём, и думать о нём, и радоваться, когда хозяева делают что-то мудрое и благородное, и грустить, когда умножают ошибки <…> И не были это кореняжи, а сыновья Великого Княжества Литовского, многие дома не говорили и слова по-польски, но названия «бело-» или"чернорусов" не принимали, поскольку «русский» для них означал три четверти москаля. Назвали себя поляками, но чувствовали своё своеобразие. И если бы когда какая мудрость, некий авторитет согласился и привёл в жизнь наименование «литовца» (в значении мицкевическом) либо «кривичанина», охотно бы его приняли"[150]. Флориан Чарнышевич, хотя и не принадлежал к идеологии «краёвости», высказывал типичные для краёвцев мысли.
11. ↑  Литовское (балтоязычное) национально-демократическое движение было представлено крестьянами или интеллигенцией и священниками крестьянского происхождения, родившимися в Ковенской губернии (жемайтский епископ Антанас Бараускас (1835—1932), ксёндз Йонас Майронис (1862—1932), ксёндз Йонас Басанавичюс, Пятрас Кравчунас, Йонас Вилейшис, Петрас Вилейшис, Вацлавос Биржишка, Пеликсас Бугайлишкис, Андрус Булёта, Юргис Шайлис, Казимерас Стяпонас Шайлис и другие). Накануне 1917 года в нём было два направления — христианско-демократический, клерикальный (стремление к созданию католической и консервативной страны, где доминирующее положение будет занимать клир) и националистический (национализм и консерватизм во всех областях жизни, наиболее популярный среди крестьянства)[151].
12. ↑  Анонимный автор (очевидно, помещик) под криптонимом «Старолитовец» (Starolitwin) в газете «Kurier Litewski» (№ 146, 1906 г.) разместил статью «Мы и литовцы», где пробовал популяризировать термин «старолитовец» и даже предложил создать «Старолитовскую партию», отражающую интересы коренных дворян; а балтоязычное крестьянство начавшее (по мысли автора, с подачи и поддержки российского правительства) пользоваться названием «литовцы», предлагал называть «младолитовцами». Ещё в 1934 г. Роман Скирмунт в статье-некрологе «Панны из Мура» в газете «Słowo» (№ 127, 1934 г.) о Констанции Скирмунт и Юзефе Кружнеской написал, что увлечения Констанции Скирмунт «литвоманией» не учитывали то, что «младолитовцами» понятие «Литва» было сужено только до своего, балтоязычного ареала (Ковенщины), простирающего свои границы только до Вильни (не включая его)[153].
13. ↑  Люциан Желиговский и его сподвижники считали себя славянами и называли себя «литовцами», а балтоязычное население отказывались признавать «литовцами» и называли это население исключительно «жемайтами» (или по-польски «жмудинами»). В 1943 году вдали от Вильно, в шотландском Эдинбурге Люциан Желиговский писал в воспоминаниях про изгнание из Вильно балтоязычной администрации Литовской республики (1918—1920), балтоязычных ксендзов и неприятие нового смысла «литовец» в значении балта, ранее считавшегося дворянами «жемайтом» (или по-польски «жмудином»: «Накануне марша на Вильно, в Веренёве мы были не только поляками — были и литовцами. <…> Мы все оперировали давними категориями. Под словом „литовец“ мы понимали понятие исторической Литвы, Литву великих целей, великих идей, великой идеи. Мы чтили наши традиции, даже пепел Знича под Кафедрой. Ничего из прошлого не оставило и следа, новоявленный „литовец“ оказался врагом… и ждал приезда на трон литовский — Гогенцоллерна, под именем — о ирония — Миндовга II. <…> Только местные люди отбрасывали всё, что звалось литовским. Никто не хотел слышать про изучение жмудского языка, никто не признавал „литовского“ чиновника, и любая женщина не хотела идти в костёл, где служил „литовский“ ксёндз. Почему мы, извечные обитатели Литвы, должны были избегать этого дорогого для нас названия, а другие люди, что не имеют с Литвой ничего общего — называть себя литовцами?»[159].
14. ↑  Католический помещик Михаил Юхневич из Паневежского уезда на претензии балтоязычных интеллигентов Литовской республики (1918—1940), что «литовцы» это они, высказался так: «Литовцы — это Ягайло, Ходкевич, Мицкевич, Пилсудский и я, а вы — летувисы».[164]. Термин «литовец» на литовском языке пишется «lietuvis» («летувис»). Фраза Юхневича стала распространённым анекдотом среди помещиков для обособления от балтоязычной культуры.